# Džu Čunsju
Džju Sjaolin (15. novembar 1978) je kineska maratonska trkačica.
Takmičila se na Olimpijskim igrama 2008. godine, završivši maraton na 33. mestu. Plasirala se na četvrto mesto u maratonu na Svetskom prvenstvu 2005. u Helsinkiju. Osvojila je zlatnu medalju na Azijskim igrama 2006. u Dohi, Katar. Osvojila je srebrnu medalju u maratonu na Svetskom prvenstvu 2007. u Osaki, a bronzanu medalju u maratonu na Letnjim olimpijskim igrama 2008. u Pekingu, sekundu iza srebrne medalje. Na svetskom prvenstvu 2009. u Berlinu završila je na četvrtom mestu.
Dana 22. aprila 2007. prvi put je pobedila u ženskoj trci na Londonskom maratonu u vremenu 2:20:38. U 2010. godini, Džu je zauzela drugo mesto na međunarodnom maratonu u Seulu, završivši iza etiopijske trkačice Amane Gobene sa vremenom 2:25:01.
Njen lični rekord u maratonu je 2:19:51 sati, vreme koje je postigla u martu 2006. pobedom na međunarodnom maratonu u Seulu. Tako je postala sedma žena u istoriji koja je prešla barijeru od dva sata i dvadeset minuta u maratonu.
Postavila je polumaraton od 1:08:59 sati na međunarodnom polumaratonu u Jangdžou 2008. godine, pobedivši u rekordu staze i rekordnom vremenu svih učesnika u Kini.

## Dostignuća
| Година              | Такмичење                     | Место                         | Позиција            | Дисциплина          | Резултат            | Белешка             |
| Reprezentacija Кина | Reprezentacija Кина           | Reprezentacija Кина           | Reprezentacija Кина | Reprezentacija Кина | Reprezentacija Кина | Reprezentacija Кина |
| ------------------- | ----------------------------- | ----------------------------- | ------------------- | ------------------- | ------------------- | ------------------- |
| 2003.               | Sjamenski maraton             | Sjamen, Kina                  | Prvo mesto          | Maraton             | 2:34:16             |                     |
| 2003.               | Pekinški maraton              | Peking, Kina                  | Drugo mesto         | Maraton             | 2:23:41             |                     |
| 2004.               | Sjamenski međunarodni maraton | Sjamen, Kina                  | Prvo mesto          | Maraton             | 2:23:28             |                     |
| 2004.               | OI 2004                       | Atina, Grčka                  | 33. mesto           | Maraton             | 2:42:54             |                     |
| 2004.               | Pekinški maraton              | Peking, Kina                  | Drugo mesto         | Maraton             | 2:28:42             |                     |
| 2005.               | Seulski međunarodni maraton   | Seul, Južna Koreja            | Prvo mesto          | Maraton             | 2:23:24             |                     |
| 2005.               | Sjamenski međunarodni maraton | Sjamen, Kina                  | Prvo mesto          | Maraton             | 2:29:58             |                     |
| 2005.               | Svetsko prvenstvo 2005.       | Helsinki Finska               | 5. mesto            | Marathon            | 2:24:12             |                     |
| 2005.               | Pekinški maraton              | Peking, Kina                  | Drugo mesto         | Maraton             | 2:21:11             |                     |
| 2006.               | Seulski međunarodni maraton   | Seul, Južna Koreja            | Prvo mesto          | Maraton             | 2:19:51             |                     |
| 2006.               | Azijske igre 2006.            | Doha, Katar                   | Prvo mesto          | Maraton             | 2:27:03             |                     |
| 2007.               | Londonski maraton             | London Ujedinjeno Kraljevstvo | Prvo mesto          | Maraton             | 2:20:38             |                     |
| 2007.               | Svetsko prvenstvo 2007.       | Osaka, Japan                  | Drugo mesto         | Maraton             | 2:30:45             |                     |
| 2008.               | OI 2008.                      | Peking, Kina                  | Treće mesto         | Maraton             | 2:27:07             |                     |
| 2009.               | Londonski maraton             | London Ujedinjeno Kraljevstvo | 12. mesto           | Maraton             | 2:29:02             |                     |
| 2009.               | Svetsko prvenstvo 2009.       | Berlin, Nemačka               | 4. mesto            | Maraton             | 2:25:39             |                     |
| 2010.               | Azijske igre 2010.            | Guangdžou, Kina               | Prvo mesto          | Maraton             | 2:25:00             |                     |
| 2011.               | Svetsko prvenstvo 2011.       | Tegu, Južna Koreja            | 6. mesto            | Maraton             | 2:29:58             |                     |

## Spoljašnje veze
- Шаблон:IAAF name
- Džu Čunsju на сајту Sports-Reference.com (архивирано)